# Ассад, Салах
Салах Ассад (фр. Salah Assad, кабильск. Saleḥ Ɛaṣad, араб. صالح عصاد‎; Ларбаа-Нат-Иратен, Алжир) — алжирский футболист, нападающий. Выступал за сборную Алжира.

## Карьера
Начинал свою карьеру Ассад в клубе РК Куба. Следующими клубами в его карьере были Мюлуз и Пари Сен-Жермен. В конце карьеры вернулся в РК Куба, где закончил карьеру футболиста.
За сборную Алжира он сыграл 68 матчей и забил 18 голов. В 1980 завоевал серебряные медали Кубка африканских наций 1980 года, в финале сборная Алжира уступила хозяевам нигерийцам.

## Достижения

### Клубные
- Чемпион Алжира в сезоне 1980/1981 в составе «РК Куба»

### Со сборной Алжира
- Золотые медали Всеафриканских игр 1978 года в Алжире
- Бронзовые медали Средиземноморских игр 1979 года в Сплите
- 2-е место на Кубке африканских наций 1980 года в Нигерии
- 1/4 финала Летних Олимпийских игр 1980 года в Москве